# 田畑志真
田畑 志真（たばた しま、2005年（平成17年）12月24日 - ）は、日本の女優。熊本県出身。フラーム所属。

## 経歴
2005年（平成17年）12月24日、熊本県に生まれる。4歳のときに兄の友人の母親から熊本県内のモデル事務所入所を薦められ所属。その後、引っ越しを機にモデル活動は休止したが、小学5年生の時に芝居に興味を持ち、ポーラスター東京アカデミーに通い始める。
2017年5月よりフラームに所属。

## 人物
- 趣味・特技：御朱印集め、映画鑑賞、野球観戦。特技：乗馬[1]。野球は読売ジャイアンツを贔屓にしている[3]。1軍2軍問わず、年間20試合以上を観戦。
- 同じポーラスター生である奈緒と仲が良く、｢奈緒ちゃん｣｢お姉ちゃん｣と呼んでいる。

## 出演

### テレビドラマ
- ガードセンター24　広域警備指令室（2016年9月16日、日本テレビ） - 宮沢めろん 役
- Chef〜三ツ星の給食〜（2016年10月13日 - 12月15日、フジテレビ） - 5年1組児童 役
- IQ246〜華麗なる事件簿〜 第8話（2016年12月4日、TBS）
- モンテ・クリスト伯 -華麗なる復讐- 第4話 - 最終話（2018年5月10日 - 6月14日、フジテレビ） - 江田愛梨（幼少期）役[4]
- 高嶺の花（2018年7月11日 - 9月12日、日本テレビ） - 今村芽衣 役[4]
- この世界の片隅に 第1話（2018年7月15日、TBS）
- リーガル・ハート 〜いのちの再建弁護士〜（2019年7月22日 - 9月2日、テレビ東京） - 村越麻由 役[4]
- モトカレマニア（2019年10月17日 - 12月12日、フジテレビ） - 田端さくら（高校時代）役
- カンパニー〜逆転のスワン〜（2021年1月10日 - 2月28日、NHK BSプレミアム / NHK BSプレミアム4K） - 青柳佳奈 役[5][4]
- 青のSP―学校内警察・嶋田隆平―（2021年1月12日 - 3月16日、関西テレビ・フジテレビ） - 成田千佳 役[6][4]
- 前科者 -新米保護司・阿川佳代-（2021年11月20日 - 12月25日、WOWOW） - 阿川佳代（少女期）役
- 鹿楓堂よついろ日和 第1話・最終話（2022年1月15日・3月19日、テレビ朝日） - 天神小鶴 役[7]
- エンディングカット（2022年3月19日、NHK総合） - 清水智子 役[8]
- トモダチゲームR4（2022年7月23日 - 9月10日、テレビ朝日） - 花宮満 役[9]
- 約束 〜16年目の真実〜 第1話（2024年4月11日、読売テレビ・日本テレビ） - 石岡紗季 役[10]
- 連続テレビ小説 おむすび（2024年9月30日 - 2025年3月28日、NHK総合） - 佐久間菜摘 役[11][4]
- やぶさかではございません（2025年4月3日 - 6月19日、テレビ東京） - 手相なな 役[12]
- ダメマネ! -ダメなタレント、マネジメントします- 第9話・最終回（2025年6月15日・22日、日本テレビ） - 朝倉凛 役[13]

### スポーツニュース番組
- Going!Sports&News（2025年3月29日 - 、日本テレビ） - 土曜日キャスター兼ベースボールサポーター[3]

### 映画
- 十年 Ten Years Japan（2018年11月3日、フリーストーン）- カエデ 役[14][15]
- 偽りのないhappy end（2021年12月17日、アルミード）- アカリ 役[16][17][4]
- 前科者（2022年1月28日、日活、WOWWOW） - 阿川佳代（少女期）役[18][17][4]
- 少女は卒業しない（2023年2月23日、クロックワークス）[4]
- クモとサルの家族（2023年3月18日、リアルプロダクツ）[19][16][20]
- まるで惑星（2023年3月、ポーラスター東京アカデミー）- 悠子 役[21]
- 長崎-閃光の影で-（2025年8月1日、アーク・エンタテインメント） - 洋子 役[22][23]

### PV
- P.IDL「HELLO！HELLOWEEN！」（2016年9月26日）

### CM
- 湘南ゼミナール（2019年2月15日 - 、WEB CM）
- 小野薬品工業（2021年4月 - ）[24]
- 伊藤園 1日分の野菜（2021年7月 - ）[25]
- 大森屋
  - バリバリ職人（2021年9月[26]）
  - 緑黄野菜ふりかけ（2022年9月[27]）

### 広告
- 早稲田アカデミー（2017年）
- 消防庁・日本損害保険協会 全国統一防火標語ポスター（2025年）[28][29]
- 中央労働災害防止協会
  - 熱中症予防ポスター（2025年）[30]
  - 全国安全週間ポスター（2025年）[31]

## 書籍

### デジタル写真集
- 田畑志真写真集「届け！！！！！」（2023年10月19日、集英社、YJ PHOTO BOOK、撮影：前康輔）[32] [33][34]
- 田畑志真写真集「波に消えないで」（2024年3月21日、集英社、YJ PHOTO BOOK、撮影：前康輔）[35][36][37]